# Zambrano (Bolívar)
Pour les articles homonymes, voir Zambrano.
Zambrano est une municipalité située dans le département de Bolívar, en Colombie.